# Ermita de Bellvitge
Santa Maria de Bellvitge és una ermita situada al barri del mateix nom de l'Hospitalet de Llobregat, catalogada com a bé cultural d'interès local.

## Història

### Orígens
Amalvígia està documentat al segle x com a antropònim femení de la propietària d'un rec el 995. Posteriorment, al segle xi, és citat el mansum de Malvige. Hom pensa que aquest topònim és una derivació del nom d'Amalvígia, però estudis actuals porten a dubtar de la hipòtesi que va establir Jaume Codina, ja que aquest nom és citat en diferents ocasions fins al segle xiii, en que ja n'hi ha referències a l'ermita de Benvige.

### Antiga església romànica. Excavacions
Sota l'estructura actual es conserven els murs de l'edifici romànic. No es tracta de la fonamentació medieval, sinó del parament de l'antiga construcció. Aquesta primera construcció, segons sembla, fou una església de planta basilical, dividida interiorment en tres naus, una major i dos laterals, encapçalades per sengles absis de planta semicircular.
A les excavacions realitzades entre 1979 i 1981 pel Museu d'Arqueologia de Catalunya, sota la direcció d'Albert López i Mullor es va descobrir una necròpoli d'inhumació dividida en dos moments cronològics. Existeixen tres tombes que tenien un aixovar consistent en olles de ceràmica oxidada que es poden datar a la segona meitat del segle xi, presumiblement ja amortitzades en el moment que es col·locaren a les tombes, podrien proporcionar una data que se situa cap a començament del segle xii. Aquesta cronologia pot coincidir amb la fàbrica de l'església, d'aparell relativament acurat. A més, l'absidiola localitzada, era llisa, almenys a la part inferior. Aquesta característica, constatada al llarg del segle xi en absis menors, es converteix en norma general el segle xii; d'aquí que la cronologia indicada per a les ceràmiques, que correspon a una època en què l'església ja funcionava, no estigui gaire allunyada de la construcció d'aquesta.

### Edat Mitjana
L'ermita de Santa Maria de Bellvitge, com a tal, està documentada des del 1279en una donació que fa Elisenda Miquel demanant ser enterrada en la parroquial de Santa Eulàlia de Provençana i apareix repetidament en segles posteriors.
Des de 1375 hi ha notícia que en un edifici annex a l'ermita hi vivia un ermità que tenia l'obligació de la custòdia i la cura del temple. A canvi, ell i la seva família podien explotar les terres que l'envoltaven. El primer ermità que en tenim constància: Pau Genover, un «donat» preocupat per donar acollida als que per aquí passaven, demanà, amb el fuster Joan Ramon, permís al bisbat per a construir un nou hospital, un petit alberg de peregrins que donaria nom a la ciutat de l'Hospitalet de Llobregat.

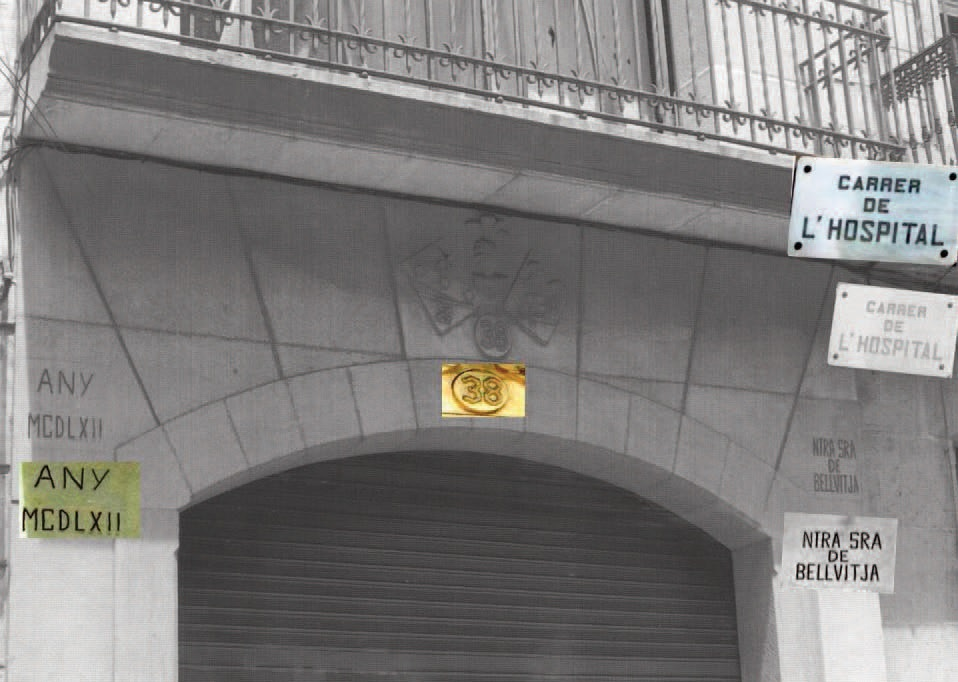
Placa de 1462 al carrer de l'Hospital, 38 de Barcelona

Des del segle xiii, la Mare de Déu de Bellvitge era venerada en dues petites capelles barcelonines al carrers de l'Espaseria i de l'Hospital de Barcelona, on encara es conserva una placa amb una inscripció de 1462 que recorda la Mare de Déu de Benvitja.
L'ermita, en el seu conjunt, ha estat refeta en diverses ocasions. El 1493, Barcelona donà la pedra per reedificarla des dels seus fonaments. D'aquesta êpoca és la clau de volta d'estil gòtic que actualment és al Museu de l'Hospitalet.

### Reparacions i reconstruccions
Per causa, principalment, de les crescudes i sedimentacions generades pel riu Llobregat, sovint ha necessitat reparacions (1493, 1571, 1718, 1959). L'actual construcció està quatre o cinc metres per damunt del fonaments de la primitiva església documentada al segle xi i posada en evidència amb les excavacions realitzades el 1979-1981. Malgrat les inundacions, terratremols, saquejos... sempre ha estat reparada o refeta.
L'any 1652, durant el setge de Barcelona, al final de la Guerra dels Segadors, l'ermita va ser saquejada per l'exèrcit del comte-duc d'Olivares. La capella va patir uns altres atacs en 1697, per part de les tropes franceses que assetjaven Barcelona i, en la Guerra de Successió, pels exèrcits borbònics al servei de Felip d'Anjou. Entre 1808 i 1809 tornà a ser saquejada durant la Guerra del Francès.
El juliol del 1936, en els primers dies de la Guerra civil, fou un dels edificis religiosos que patí l'anticlericalisme popular. L'any 1959, abans de l'edificació del barri de Bellvitge, es va fer una restauració, entre d'altres modificacions es va fer una nova decoració pictòrica del presbiteri, a càrrec de Joan Commeleran, actualment perduda.
El 1969 es va enderrocar la casa de l'ermità i es feren els porxos que continuaren fins a la restauració del 2003; ara queden les columnes. El 1977, després de les inundacions del 1971, 1972 i 1974 i gràcies a una campanya endegada al barri «Salvem l'ermita de Bellvitge»', es tornà a arranjar. L'última reparació va ser la del 2003, amb motiu de la segona fase d'arrenjament del Parc de Bellvitge.

### Activitats històriques al voltant de l'ermita de Bellvitge
Des de l'edat mitjana es conreaven cereals i s'utilitzaven els prats per a la pastura. Quan es va canalitzar el Llobregat, la Marina de l'Hospitalet de Llobregat es va convertir en una de les hortes més riques del país, sent considerada el rebost de Barcelona. L'ermita i els camps que l'envoltaven van atraure l'atenció de literats i artistes, per la seva bellesa rural, de vegades idealitzada, tan propera a la ciutat.
Alguns pintors paisatgistes d'inspiració romàntica, l'excursionisme, les colles sardanístiques i la naixent fotografia artística van parar l'atenció en el lloc.

## Arquitectura

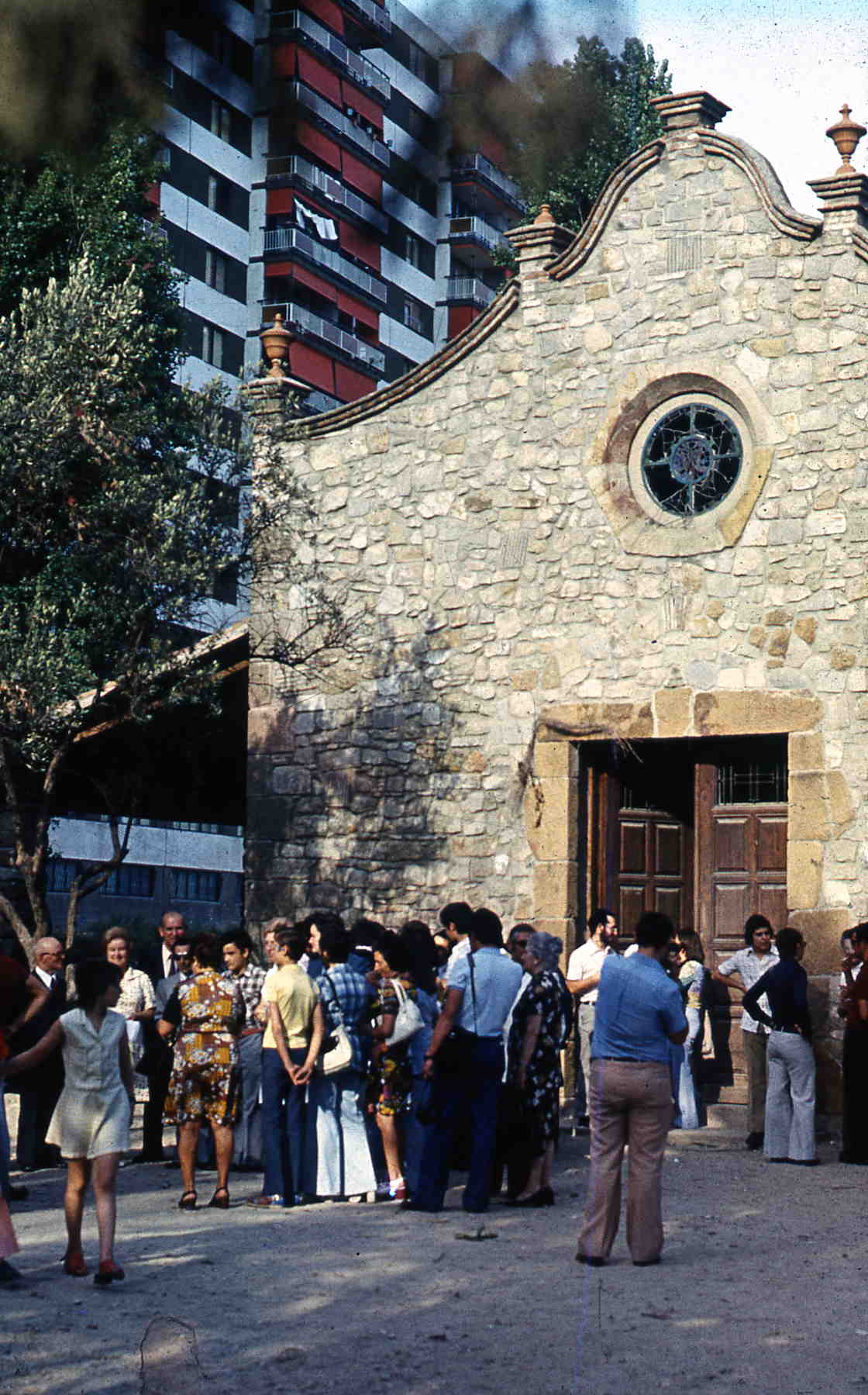
Façana de l'ermita (1972)

Actualment, l'ermita de Bellvitge és una construcció de nau única i capçalera quadrada, amb una torre campanar no gaire alta al sud-est, també quadrada, dotada de finestres amb arcs apuntats en el pis superior. La coberta de tot el conjunt té dues vessants, menys al campanar, que té un coronament piramidal cobert a quatre vessants. En general la fàbrica és força heterogènia. Predomina la maçoneria vista barrejada amb totxo. La façana, modificada a la restauració de 1718, és d'estil barroc.

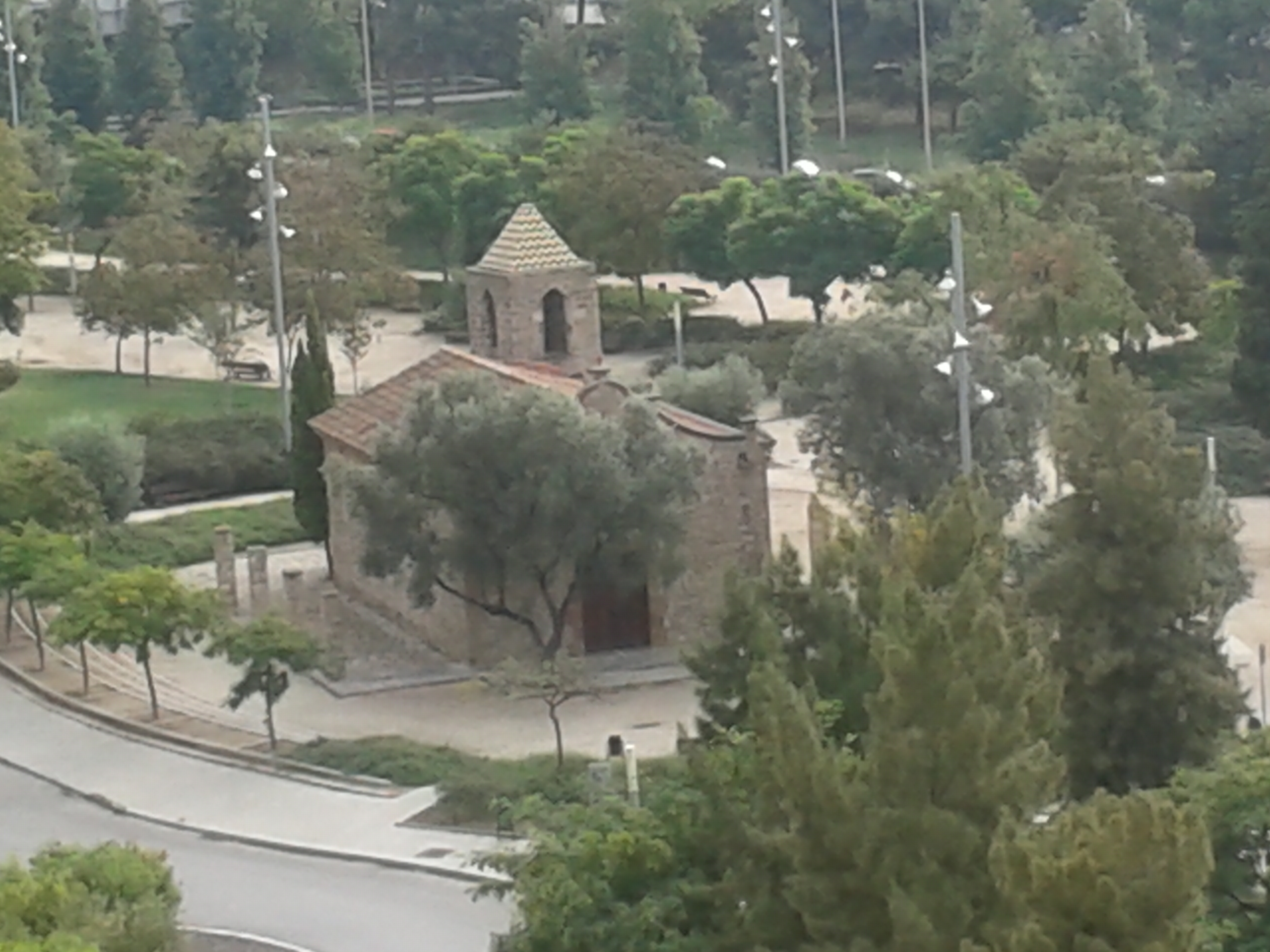
Ermita de Bellvitge (2014)

En alguns punts, com ara certs llocs de la façana de tramuntana o la part baixa de l'angle nord-oest, s'observa un aparell de carreus que semblen reaprofitats. L'aparell del campanar, també de carreus però més petits, sí que sembla original. La campana que hi ha es diu Eulàlia i pesa més de 300 kg. La van fondre a Olot i la va donar, al 1960,  la família Campreciós Colominas de les cases de la Marina de l'Hospitalet, en record del seu fill Jaume.  